# Махмудов, Мукадас
Мукада́с Махмудов  (тадж. Мукада́с Махмудов, 1926—1991) — советский театральный актёр и кинорежиссёр.

## Биография
Родился 20 февраля 1926 года в Сталинабаде (ныне Душанбе).
- В 1943—1944 гг. — актёр Таджикского академического театра драмы имени А. Лахути.
- Окончил артиллерийскую спецшколу (1945).
- С 1945 года служил в СА.
- В 1950 году — актёр театра драмы имени А. Лахути, в 1951 году — солист Душанбинской филармонии.
- В 1951—1954 гг. учился в Московской консерватории.
- В 1954—1956 гг. — артист Таджикского театра драмы имени А. Лахути.
- В 1961 году окончил режиссёрский факультет ВГИКа.
- С 1961 года — режиссёр киностудии «Таджикфильм». Постановщик художественных и документальных фильмов.
- С 1968—1987 гг. регулярно сотрудничал с композитором Александром Зацепиным, совместно созданы такие фильмы, как «Белый рояль», «Повар и певица», «Отважный Ширак», «Девушки из „Согдианы“».

Умер 18 апреля 1991 года.

## Фильмография

### Художественное кино
- 1964 — 1002-я ночь
- 1968 — Белый рояль
- 1970 — Жених и невеста
- 1971 — Когда остановилась мельница
- 1973 — Пятеро на тропе
- 1976 — Отважный Ширак
- 1978 — Повар и певица
- 1982 — Захват
- 1983 — На перевале не стрелять!
- 1984 — Серебристая нить
- 1985 — Капкан для шакалов — в 1986 на 19-м Всесоюзном кинофестивале в (Алма-Ате) в программе художественных фильмов: Диплом «За мастерство исполнения трюков» в фильме «Капкан для шакалов» — У. Кудайбергенов.[1]
- 1987 — Девушки из «Согдианы»[2].

### Актёр
- 1970
- 1971 — Звёзды не гаснут | Ulduzlar Sönmür :: эпизод